# Гендель, Фридрих Георг
Фридрих Георг Гендель (14 декабря 1874 — 26 июня 1936) — австрийский директор школы и энтомолог. В основном интересовался двукрылыми, описал много новых видов и внёс важный вклад в их высшую таксономию.

## Биография
Родился в Вене. Его предки были ткачами из Эгерланда. С 1909 работал учителем естествознания, затем стал директором школы. В 1920 активно участвовал в школьной реформе в Вене. В 1924 покинул учебное заведение. Скончался в Бадене. Коллекция учёного хранится в венском Музее естествознания.
Друзья отмечали его «золотое венское сердце». Состоял в браке с Эльзой.

## Работы
Избранные труды 1908—1914 годов.
- 1908. Nouvelle classification des mouches à deux ailes (Diptera L.), d’après un plan tout nouveau par J. G. Meigen, Paris, an VIII (1800 v.s.). Mit einem Kommentar. Verh. Zool.-Bot. Ges.Wien 58: 43-69.
- 1910. Über die Nomenklatur der Acalyptratengattungen nach Th. Beckers Katalog der paläarktischen Dipteren, Bd. 4. Wien. Ent. Ztg. 29: 307—313.
- 1914. Diptera. Fam. Muscaridae, Subfam. Platystominae. Genera Ins. 157, 179 pp., 15 pls.
- 1914. Die Arten der Platystominen. Abh. Zool.-Bot. Ges. Wien 8 (1): 1-409, 4 pls.
- 1914. Die Bohrfliegen Südamerikas. Abh. Ber. K. Zool. Anthrop.-Ethn. Mus. Dresden (1912) 14 (3): 1-84, 4 pls..

Другие работы см.
Sabrosky’s Family Group Names in Diptera